# Fast Food (filme)
Fast Food é um filme britânico do ano de 1998. É a estreia de Stewart Sugg na direção, sendo o roteiro também assinado por ele. Trata-se de uma produção independente, realizada com baixo orçamento, distribuído para salas de cinema apenas no Reino Unido e Finlândia. O filme foi exibido no Festival de Cannes.

## Sinopse
A história se passa em uma cidade inglesa, na década de 1990. Benny, é um engenheiro que retorna a cidade depois de 20 anos e se  reencontra com sua antiga gangue - Zac, Jacko, Bisto e Flea. Benny vê muito dinheiro ser  colocado num cofre de uma pequena loja local por Dwayne, um conhecido bandido da região. Também  encontra um número de sexo por telefone e passa a com frequência para esse  número e a se comunicar com Letítia. Ele se envolve  emocionamente com ela, e os dois são responsáveis pelo drama do  filme.
Benny não se contenta com as conversas telefônicas com Letítia, e  descobre onde ela mora, indo até lá com o pretexto de realizar reparos no telefone de Letítia. Chegando lá descobre que ela é cega e vê na geladeira dela a foto de  um homem assassinado brutalmente. Assustado Benny foge do local. Ao chegar no apartamento onde sua gangue se reúne, vê Jacko balear o entregador de pizza por uma razão fútil. No dia seguinte volta a  visitar Letítia. A moça é cheia de problemas, é inconstante. Ela lhe conta que  seu nome é Cláudia e que é filha do dono da loja de doces onde Dwayne esconde  seu dinheiro. Por essa razão ela é refém do bandido, que a usa como garantia de  que nada acontecerá ao dinheiro. Dwayne chega ao apartamento e pega os dois  juntos. Após bater no rapaz e na moça, que bate a cabeça e cai desmaiada, ele  resolve que Benny deve morre.
Benny é colocado nu no porta-malas do carro, de  onde consegue telefonar para os amigos e informar o que está acontecendo. Dwayne  está a ponto de enforcar Benny quando a gangue chega ao local. A corda colocada no pescoço de Benny está atada ao carro  de  Dwayne que se coloca a acelerar. Os outros rapazes, que estão no outro carro tentam impedir que a corda seja  esticada, conseguindo cortá-la no último minuto antes que Benny seja  morto.
A Gangue planeja assaltar a loja onde Dwanne esconde o dinheiro. Benny participa do planejamento, mas  durante o assalto atira em Jacko e fica com dinheiro, intentando fugir com  Cláudia, porém eles são perseguidos po Dwayne e pela gangue, ficando  encurralados. Nesse momento Dwayne é baleado e Flea atira em sim mesmo num momento de crise. Os  outros rapazes ficam perplexos, levam o corpo do amigo e deixam Benny partir com  Cláudia, que já não é mais cega.

## Elenco
- Douglas Henshall - Benny
- Emily Woof - Letitia / Claudia
- Miles Anderson - Dwayne
- Gerard Butler - Jacko
- Danny Midwinter - Bisto
- Mattieu Ricard - Flea
- Robert Donovan - Zac
- David Yip - Mr. Fortune
- Graham Turner - Ernie
- Sean Hughes - Fish

## Trilha sonora
| Canções                                  | Compositores                                                                                   | Intérpretes                                        |
| ---------------------------------------- | ---------------------------------------------------------------------------------------------- | -------------------------------------------------- |
| SMDU                                     | Damon Albarn Alex James Graham Coxon Dave Rowntree Liam Howlett Smith Miller Thornton Randolph | Brock Landers                                      |
| Evel Knieve                              | D. Dahlarge D. Baxter                                                                          | Deadly Avenger Ceasefire                           |
| Squashy Lemon Squeezy (All Seeing I Mix) | Pocketsize                                                                                     | Pocketsize                                         |
| Bachelor Pad                             | R. Cameron T. Tanaka Y. Fukutomi                                                               | Fantastic Plastic Machine                          |
| Beatmake                                 | Berndt Egerbladh Cowan                                                                         | Doris                                              |
| Stepping Stones                          | Johnny Harris                                                                                  | Johnny Harris                                      |
| Fleet                                    | Christopher Heidman Stephen Cruze Stephen Hermann                                              | Sukpatch                                           |
| Should I Stay or Should I Go             | Joe Strummer Mick Jones                                                                        | Simon Macarthy Tom Gray Ben Lee-Delisle Rob Jensen |
| I Would Fix You - Mint Royale Mix        | L. Laverne                                                                                     | P. Gofton                                          |
| Freaky Geaky                             | Chris Waitt                                                                                    | Moo                                                |
| Eel                                      | Chris Baker Neil Claxton                                                                       | The Mint Gun Club                                  |
| Paper Boat                               | Alejandro Rosso Juan Jose Gonzalez C. Borrel A. Fuentes R. Harris J. Marks                     | Plastilina Mosh                                    |
| Fast Food                                | Chris Teckham Duncan Lovatt                                                                    | Mint Royale Stephen Lord                           |
| Evil Heat                                | Chris Waitt                                                                                    | Ten Benson                                         |
| Monday Mornings                          | James McColl Derek McManus Alan Tilston                                                        | The Supernaturals                                  |
| Close Encounters of the Third Kind       | John Williams                                                                                  |                                                    |